# Kepler (microarquitectura)
Kepler és el nom en clau d'una microarquitectura de GPU desenvolupada per Nvidia, introduïda per primera vegada al detall a l'abril de 2012, com a successora de la microarquitectura Fermi Kepler va ser la primera microarquitectura de Nvidia centrada en l'eficiència energètica. La majoria de les sèries GeForce 600, la majoria de les sèries GeForce 700 i algunes GPU de la sèrie GeForce 800M es van basar en Kepler, totes fabricades en 28 nm. Kepler també va trobar ús al GK20A, el component GPU del SoC Tegra K1, així com a la sèrie Quadro Kxxx, al Quadro NVS 510 i als mòduls informàtics Nvidia Tesla. Kepler va ser seguit per la microarquitectura Maxwell i es va utilitzar juntament amb Maxwell a les sèries GeForce 700 i GeForce 800M.
L'arquitectura porta el nom de Johannes Kepler, un matemàtic alemany i figura clau de la revolució científica del segle XVII.

## Visió general

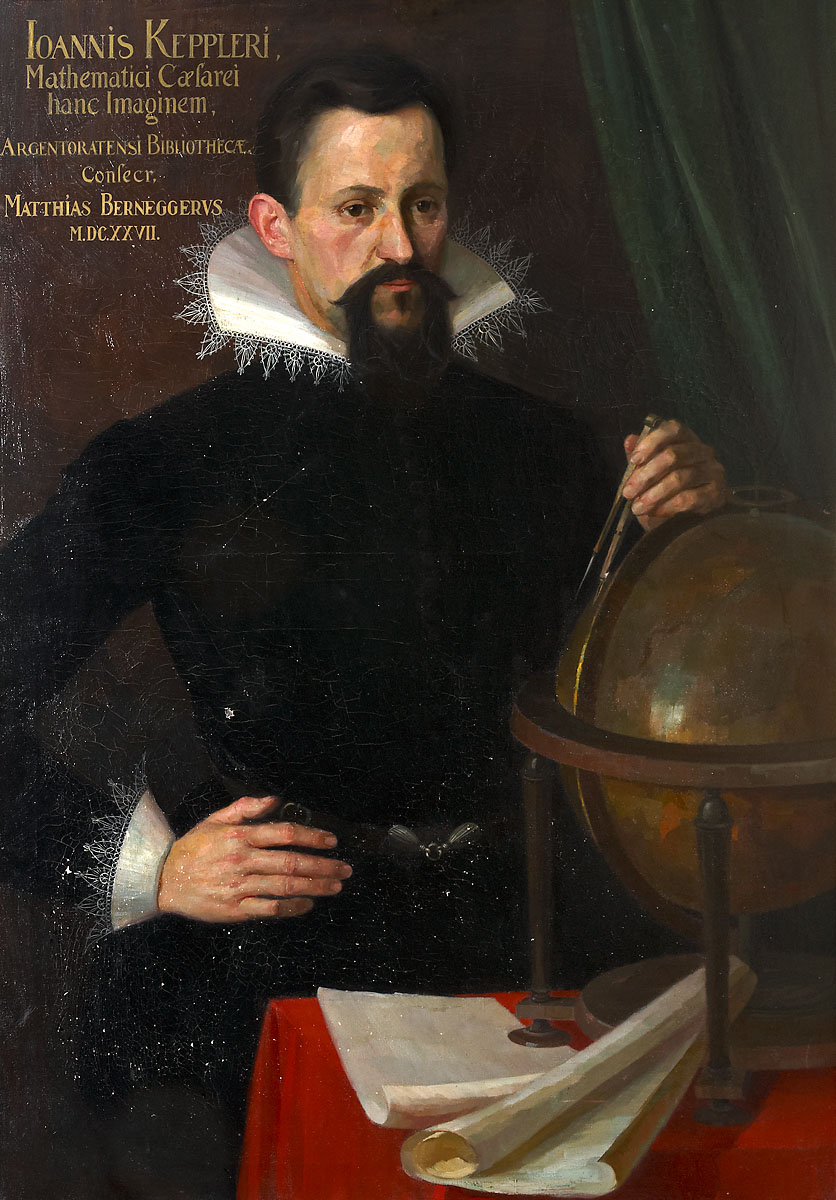
Retrat de Johannes Kepler, epònim d'arquitectura

Quan l'objectiu de l'arquitectura anterior de Nvidia era el disseny centrat en augmentar el rendiment en càlcul i tessel·lació, amb l'arquitectura Kepler, Nvidia es va centrar en l'eficiència, la programabilitat i el rendiment. L'objectiu d'eficiència es va aconseguir mitjançant l'ús d'un rellotge de GPU unificat, una programació estàtica simplificada de la instrucció i un èmfasi més gran en el rendiment per watt. En abandonar el rellotge shader que es troba en els seus dissenys anteriors de GPU, l'eficiència augmenta, tot i que requereix nuclis addicionals per aconseguir nivells més alts de rendiment. Això no és només perquè els nuclis són més amigables amb l'energia (dos nuclis Kepler utilitzen el 90% de potència d'un nucli de Fermi, segons els números de Nvidia), sinó que també el canvi a un esquema de rellotge de GPU unificat ofereix una reducció del 50% del consum d'energia en aquella zona.
L'objectiu de programabilitat es va aconseguir amb l'Hyper-Q de Kepler, el paral·lelisme dinàmic i múltiples noves funcionalitats de càlcul 3.x. Amb això, es va aconseguir una major utilització de la GPU i una gestió simplificada del codi amb les GPU GK, permetent així més flexibilitat en la programació de les GPU Kepler.
Finalment, amb l'objectiu de rendiment, recursos d'execució addicionals (més nuclis CUDA, registres i memòria cau) i amb la capacitat de Kepler d'aconseguir una velocitat de rellotge de memòria de 7 GHz, augmenta el rendiment de Kepler en comparació amb les GPU Nvidia anteriors.

## Característiques
La GPU de la sèrie GK conté funcions tant de les generacions anteriors de Fermi com de les noves generacions de Kepler. Els membres basats en Kepler afegeixen les següents característiques estàndard:
- Interfície PCI Express 3.0
- DisplayPort 1.2
- Sortida de vídeo HDMI 1.4a 4K x 2K
- Acceleració de vídeo de maquinari Purevideo VP5 (descodificació H.264 de fins a 4K x 2K)
- Bloc d'acceleració de codificació de maquinari H.264 (NVENC)
- Suport per a fins a 4 pantalles 2D independents o 3 pantalles estereoscòpiques/3D (NV Surround)
- Multiprocessador de transmissió de propera generació (SMX)
- Polymorph-Engine 2.0
- Programador d'instruccions simplificat
- Textures sense lligams
- Capacitat de càlcul CUDA 3.0 a 3.5
- GPU Boost (actualitzat a 2.0 al GK110)
- Suport TXAA
- Fabricat per TSMC en un 28 procés nm
- Noves instruccions de barreja
- Paral·lelisme dinàmic
- Hyper-Q (reserva de funcionalitat MPI d'Hyper-Q només per a Tesla)
- Unitat de Gestió de Xarxa
- NVIDIA GPUDirect (reserva de funcionalitat RDMA de GPU Direct només per a Tesla)

## Xips Kepler
- GK104
- GK106
- GK107
- GK110
- GK208
- GK210
- GK20A (Tegra K1)